# Ron Stewart
Ronald George "Ron" Stewart, född 11 juli 1932, död 17 mars 2012, var en kanadensisk ishockeytränare och professionell ishockeyspelare som tillbringade 21 säsonger i den nordamerikanska ishockeyligan National Hockey League (NHL), där han spelade för ishockeyorganisationerna Toronto Maple Leafs, Boston Bruins, St. Louis Blues, New York Rangers, Vancouver Canucks och New York Islanders. Han producerade 529 poäng (276 mål och 253 assists) samt drog på sig 560 utvisningsminuter på 1 353 grundspelsmatcher. Han spelade också för Providence Reds i American Hockey League (AHL) och Toronto Marlboros, Barrie Flyers och Guelph Biltmores i Ontario Hockey Association (OHA).
Stewart vann tre raka Stanley Cup-titlar med Maple Leafs för säsongerna 1961–1962, 1962–1963 och 1963–1964.
Han var även tränare för ishockeylagen Portland Buckaroos (1973–1974), Springfield Indians (1974–1975), New York Rangers (1975–1976) och Los Angeles Kings (1977–1978).

## Statistik
| 1949–1950  | Toronto Marlboros   | OHA        | 30   | 2   | 5   | 7   | 41  | 5   | 0  | 1  | 1  | 8  |
| 1950–1951  | Toronto Marlboros   | OHA        | 53   | 22  | 23  | 45  | 49  | 13  | 6  | 8  | 14 | 31 |
| 1951–1952  | Toronto Marlboros   | OHA        | 21   | 9   | 10  | 19  | 57  | —   | —  | —  | —  | —  |
|            | Barrie Flyers       | OHA        | 29   | 13  | 18  | 31  | 43  | —   | —  | —  | —  | —  |
|            | Guelph Biltmores    | OHA        | —    | —   | —   | —   | —   | 11  | 7  | 7  | 14 | 4  |
| 1952–1953  | Toronto Maple Leafs | NHL        | 70   | 13  | 22  | 35  | 29  | —   | —  | —  | —  | —  |
| 1953–1954  | Toronto Maple Leafs | NHL        | 70   | 14  | 11  | 25  | 72  | 5   | 0  | 1  | 1  | 10 |
| 1954–1955  | Toronto Maple Leafs | NHL        | 53   | 14  | 5   | 19  | 20  | 4   | 0  | 0  | 0  | 2  |
| 1955–1956  | Toronto Maple Leafs | NHL        | 69   | 13  | 14  | 27  | 35  | 5   | 1  | 1  | 2  | 2  |
| 1956–1957  | Toronto Maple Leafs | NHL        | 65   | 15  | 20  | 35  | 28  | —   | —  | —  | —  | —  |
| 1957–1958  | Toronto Maple Leafs | NHL        | 70   | 15  | 24  | 39  | 51  | —   | —  | —  | —  | —  |
| 1958–1959  | Toronto Maple Leafs | NHL        | 70   | 21  | 13  | 34  | 23  | 12  | 3  | 3  | 6  | 6  |
| 1959–1960  | Toronto Maple Leafs | NHL        | 67   | 14  | 20  | 34  | 28  | 10  | 0  | 2  | 2  | 2  |
| 1960–1961  | Toronto Maple Leafs | NHL        | 51   | 13  | 12  | 25  | 8   | 5   | 1  | 0  | 1  | 2  |
| 1961–1962  | Toronto Maple Leafs | NHL        | 60   | 8   | 9   | 17  | 14  | 11  | 1  | 6  | 7  | 4  |
| 1962–1963  | Toronto Maple Leafs | NHL        | 63   | 16  | 16  | 32  | 26  | 10  | 4  | 0  | 4  | 2  |
| 1963–1964  | Toronto Maple Leafs | NHL        | 65   | 14  | 5   | 19  | 46  | 14  | 0  | 4  | 4  | 24 |
| 1964–1965  | Toronto Maple Leafs | NHL        | 65   | 16  | 11  | 27  | 33  | 6   | 0  | 1  | 1  | 2  |
| 1965–1966  | Boston Bruins       | NHL        | 70   | 20  | 16  | 36  | 17  | —   | —  | —  | —  | —  |
| 1966–1967  | Boston Bruins       | NHL        | 56   | 14  | 10  | 24  | 31  | —   | —  | —  | —  | —  |
| 1967–1968  | St. Louis Blues     | NHL        | 19   | 7   | 5   | 12  | 11  | —   | —  | —  | —  | —  |
|            | New York Rangers    | NHL        | 55   | 7   | 7   | 14  | 19  | 6   | 1  | 1  | 2  | 2  |
| 1968–1969  | New York Rangers    | NHL        | 75   | 18  | 11  | 29  | 20  | 4   | 0  | 1  | 1  | 0  |
| 1969–1970  | New York Rangers    | NHL        | 76   | 14  | 10  | 24  | 14  | 6   | 0  | 0  | 0  | 2  |
| 1970–1971  | New York Rangers    | NHL        | 76   | 5   | 6   | 11  | 19  | 13  | 1  | 0  | 1  | 0  |
| 1971–1972  | Vancouver Canucks   | NHL        | 42   | 3   | 1   | 4   | 10  | —   | —  | —  | —  | —  |
|            | New York Rangers    | NHL        | 13   | 0   | 2   | 2   | 2   | 8   | 2  | 1  | 3  | 0  |
|            | Providence Reds     | AHL        | 18   | 6   | 5   | 11  | 2   | —   | —  | —  | —  | —  |
| 1972–1973  | New York Rangers    | NHL        | 11   | 0   | 1   | 1   | 0   | —   | —  | —  | —  | —  |
|            | New York Islanders  | NHL        | 22   | 2   | 2   | 4   | 4   | —   | —  | —  | —  | —  |
| NHL totalt | NHL totalt          | NHL totalt | 1353 | 276 | 253 | 529 | 560 | 119 | 14 | 21 | 35 | 60 |
| AHL totalt | AHL totalt          | AHL totalt | 18   | 6   | 5   | 11  | 2   | —   | —  | —  | —  | —  |
| OHA totalt | OHA totalt          | OHA totalt | 133  | 46  | 56  | 102 | 190 | 29  | 13 | 16 | 29 | 43 |